# De kroon van Ogotaï
De kroon van Ogotaï is het 21ste stripalbum uit de Thorgal-reeks en behoort samen met "Het zonnezwaard", "De onzichtbare vesting", "Het brandmerk van de ballingschap", "Reuzen" en "De kooi" tot de cyclus van "De onzichtbare vesting". Het werd voor het eerst uitgegeven bij Le Lombard in 1995. Het album is getekend door Grzegorz Rosiński met scenario van Jean Van Hamme.